# Saison 1 de Mike Tyson Mysteries
Chronologie
Saison 2
Cet article présente les épisodes de la première saison de la série télévisée d'animation Mike Tyson Mysteries.
Elle est diffusée depuis le 28 février 2020 sur Adult Swim.

## Épisode 1:La Fin
- France : 28 février 2020 sur Adult Swim

## Épisode 2:Le Jugement dernier ultime
- France : 28 février 2020 sur Adult Swim

## Épisode 3:Champion poids loud de la lune
- France : 28 février 2020 sur Adult Swim

## Épisode 4:La magie existe-t-elle?
- France : 28 février 2020 sur Adult Swim

## Épisode 5:Les Mites
- France : 28 février 2020 sur Adult Swim

## Épisode 6:Et au milieu coule une rivière au cœur des ténèbres
- France : 28 février 2020 sur Adult Swim

## Épisode 8:Maison (hantée) à vendre
- France : 28 février 2020 sur Adult Swim

## Épisode 9:Rencard Nocturne
- France : 28 février 2020 sur Adult Swim

## Épisode 10:La Mike Tyson-thérapie
- France : 28 février 2020 sur Adult Swim